# Lupin III: Dead or Alive
Lupin III: Dead or Alive (ルパン三世 DEAD OR ALIVE Rupan Sansei Deddo oa Araibu) – film animowany z 1996 roku w reżyserii Monkey Punch, stworzony na podstawie jego mangi Lupin III. Jest to piąty kinowy film animowany z serii.

## Fabuła
Lupin, Jigen i Goemon wyruszają zdobyć skarb kraju Zufu, ukrytego na tajemniczej wyspie. Jednakże kradzież nie udaje im się i zmuszeni są do ucieczki przed jej zaawansowanym systemem obronnym. Aby rozwiązać zagadkę postanawiają porwać córkę Generała Headhuntera, który przejął władzę nad krajem po zabiciu rodziny królewskiej. Lupin zapowiada swoje plany i na miejscu pojawia się Inspektor Zenigata. Współpracując z władzami kraju oszukuje Lupina, który zamiast córki Generała porwał agentkę Zufu o imieniu Olèander. Prawdziwą córkę chroni Fujiko, która pod przykrywką sekretarki również chce rozwiązać tajemnicę skarbu. Z Generałem oraz Zenigatą na ogonie, Lupin i jego przyjaciele muszą odnaleźć klucz do tej zagadki oraz ujść z życiem, gdyż na złodzieja-dżentelema wydany został list gończy.

## Obsada (oryginalna japońska wersja)
- Arsène Lupin III: Kanichi Kurita

- Daisuke Jigen: Kiyoshi Kobayashi

- Ishikawa Goemon XIII: Makio Inoue

- Fujiko Mine: Eiko Mausyama

- Inspektor Koichi Zenigata: Gorō Naya

- Olèander: Minami Takayama

- Generał Headhunter: Banjō Ginga